# Ericeia apicalis
Ericeia apicalis är en fjärilsart som beskrevs av Walker 1864. Ericeia apicalis ingår i släktet Ericeia och familjen nattflyn. Inga underarter finns listade i Catalogue of Life.